# Heteropoda procera
Heteropoda procera este o specie de păianjeni din genul Heteropoda, familia Sparassidae. A fost descrisă pentru prima dată de L. Koch, 1867. Conform Catalogue of Life specia Heteropoda procera nu are subspecii cunoscute.